# Conferencia de las Naciones Unidas sobre el Cambio Climático de 2025
La Conferencia de las Naciones Unidas sobre el Cambio Climático de 2025, también llamada COP30, es la 30ª conferencia de las Naciones Unidas sobre el Cambio Climático, prevista para noviembre de 2025, en el desactivado Aeropuerto Brigadeiro Protásio Oliveira, en la ciudad de Belém, en Pará, según anuncio de la ONU del 18 de mayo de 2023.
La candidatura de la ciudad brasileña ya había sido anunciada por Lula da Silva durante su participación en la COP 27, celebrada en Sharm el-Sheij, El Cairo, y finalmente oficializada en enero de 2023.